# Ulica 11 Listopada w Katowicach
Ulica 11 Listopada w Katowicach (w dwudziestoleciu międzywojennym ulica Piastowska; w czasach Polski Ludowej ulica Bolesława Bieruta) – ulica w katowickiej dzielnicy Szopienice-Burowiec. Rozpoczyna swój bieg od skrzyżowania z ulicą Lwowską, a następnie biegnie obok parku Olimpijczyków, do terenów dawnej Huty Metali Nieżelaznych Szopienice.

## Charakterystyka

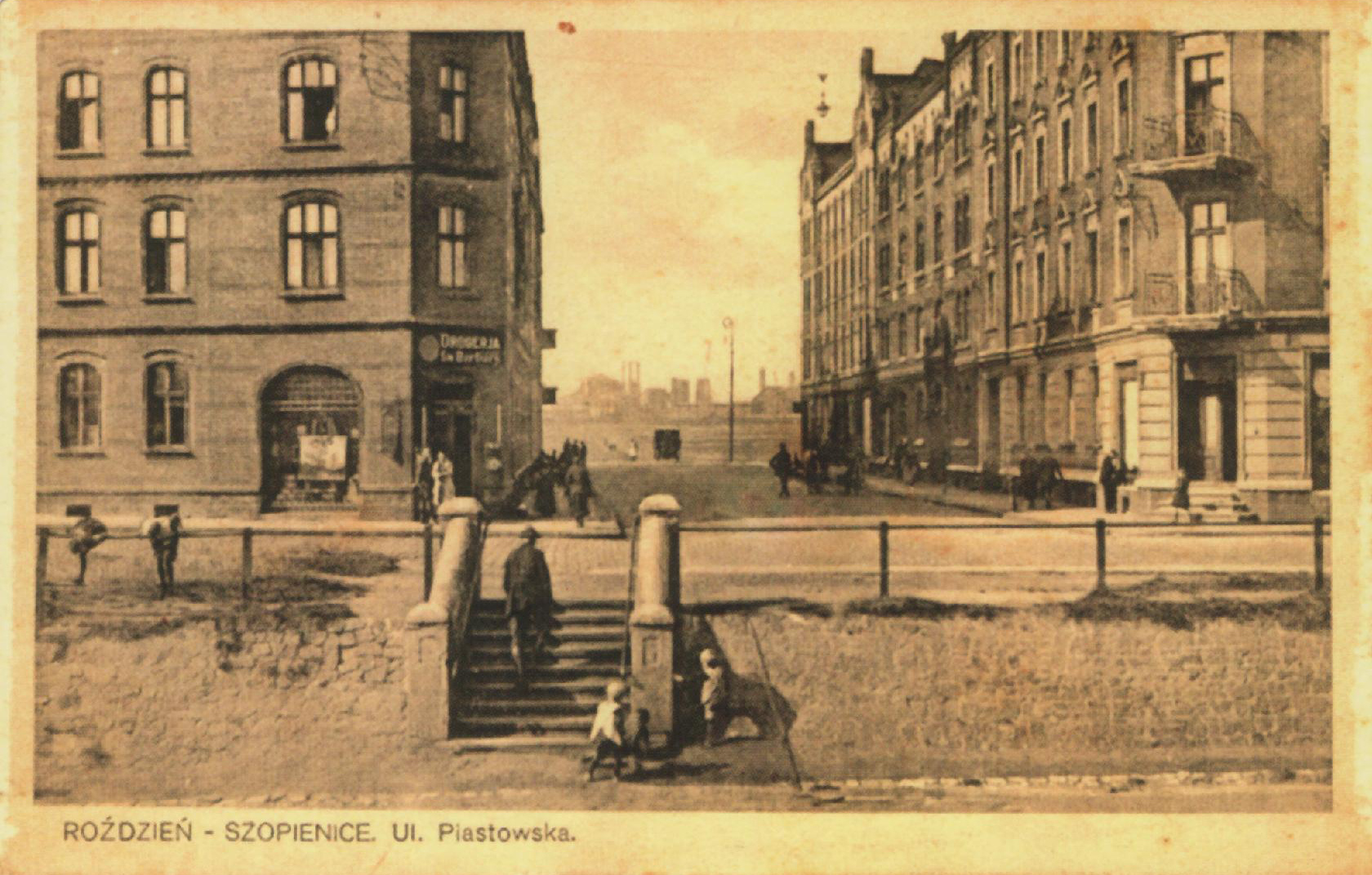
Ówczesna ulica Piastowska w dwudziestoleciu międzywojennym

Przy ulicy 11 Listopada znajdują się następujące historyczne obiekty, objęte ochroną konserwatorską:
- obiekty na terenie HMN Szopienice, w tym: dawny budynek socjalny z końca XIX wieku, dawny budynek stolarni z początku XX wieku, dawny budynek wagonowni z lat osiemdziesiątych XIX wieku[6];
- murowana kamienica (ul. 11 Listopada 1, 3, 5, 7); wzniesiona w 1908 roku[6];
- murowana kamienica (ul. 11 Listopada 4); wzniesiona na początku XX wieku[6];
- murowane kamienice (ul. 11 Listopada 6 i 8); wzniesione około 1906 roku[6];
- murowana kamienica (ul. Lwowska 14, ul. 11 Listopada 1); wzniesiona w końcu XIX wieku;
- murowana kamienica (ul. Lwowska 12, ul. 11 Listopada 2); wzniesiona w końcu XIX wieku;
- budynek szkoły z salą gimnastyczną (ul. 11 Listopada 13); wzniesiona w latach 50. XX wieku[6];
- zespół budynków dawnej lokomotywowni z końca XIX wieku (ul. 11 Listopada 25)[6].

Ulica posiada długość 530 m i powierzchnię 3 427 m². Swoją siedzibę mają przy niej m.in. (stan na 2020 rok): HKS Szopienice (ul. 11 Listopada 20), skład drewna, firma leasingowa, przedsiębiorstwa i firmy wielobranżowe, Dalkia Polska Energia – Zakład Produkcyjny Szopienice (ul. 11 Listopada 19), Hala Sportowa Szopienice (ul. 11 Listopada 20), korty tenisowe i Muzeum Hutnictwa Cynku Walcownia (ul. 11 Listopada 50).

## Galeria

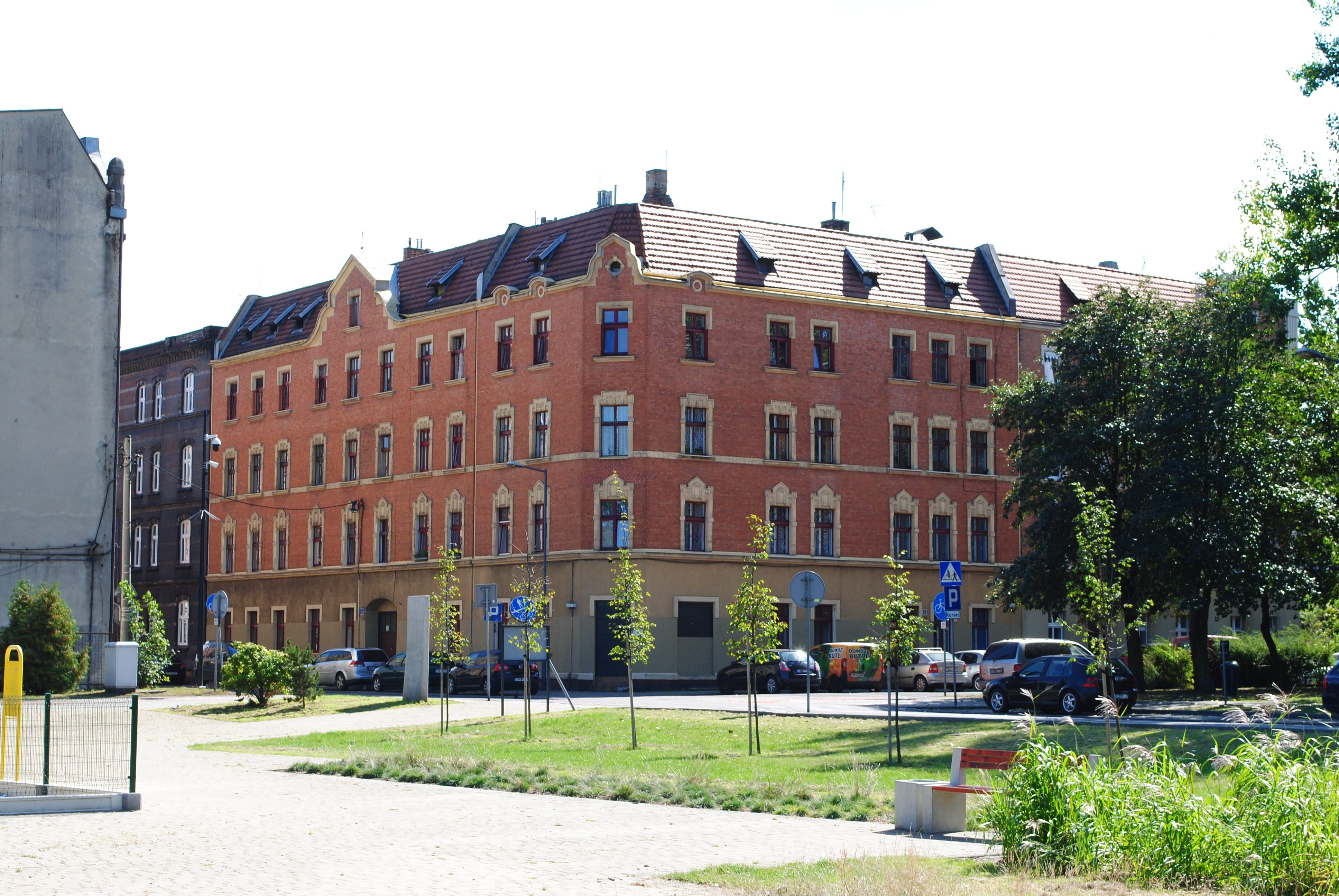
Kamienica (ul. 11 Listopada 1, 3 i 5)
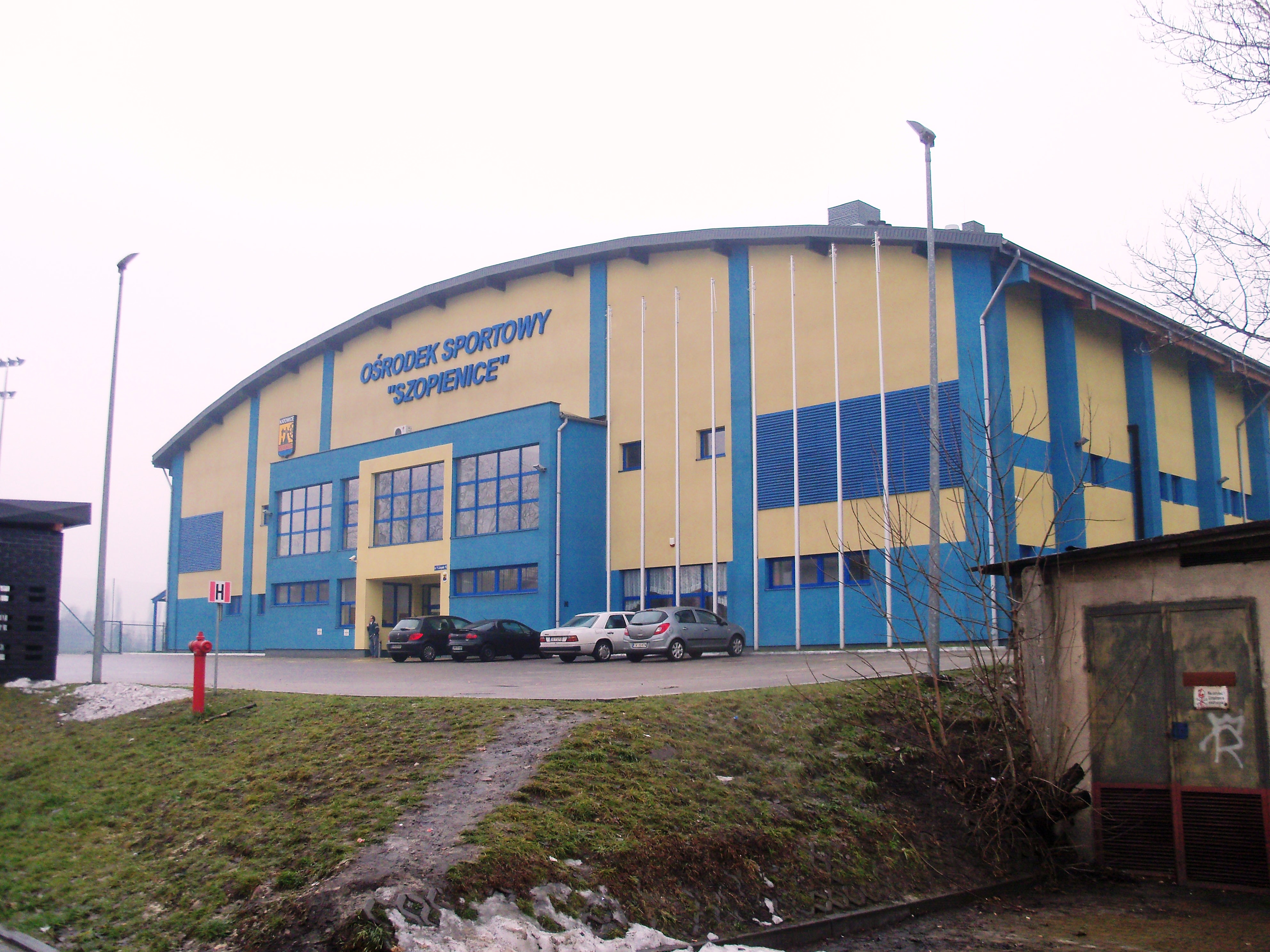
Ośrodek Sportowy „Szopienice” (ul. 11 Listopada 20)
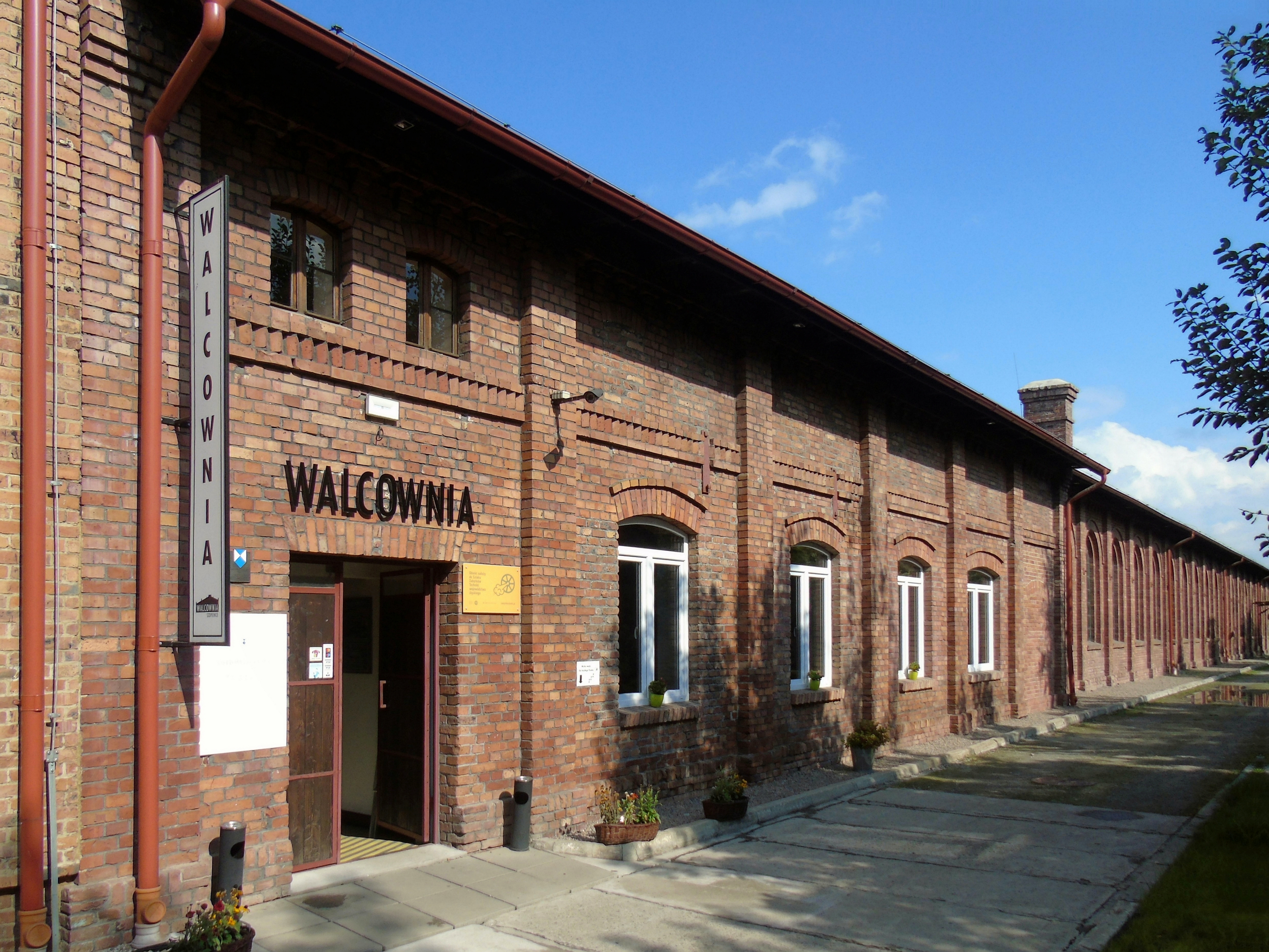
Walcownia – Muzeum Hutnictwa Cynku